# Terminalia tetrandra
Terminalia tetrandra är en tvåhjärtbladig växtart som först beskrevs av P. Danguy, och fick sitt nu gällande namn av René Paul Raymond Capuron. Terminalia tetrandra ingår i släktet Terminalia och familjen Combretaceae. Inga underarter finns listade i Catalogue of Life.